# 狱侦耳目
狱侦耳目是监狱系统中，由一些服刑人员担任的，协助监狱管理人员进行监视和报告其他囚犯活动的举报人。这种做法有时也被称为“狱内线人”、“信任犯”或其他类似名称。

## 中华人民共和国狱侦耳目制度
在中华人民共和国，使用犯人作为“狱侦耳目”是一种制度性的行为。根据公安部、财政部公发[1991]12号文件修订的《公安业务费开支范围和管理办法的规定》第二章第一节第五条（一）款，狱侦耳目可获拨相应财政经费。

## 批评
法律学界对于滥用狱侦耳目制度的潜在后果多有批评。2009年，中国犯罪学会副秘书长、中国政法大学教授王顺安对南方周末的记者表示，看守所利用囚犯作为“耳目”来获取解案线索和维持秩序的做法，尽管有其目的，但因为公安部门追求“侦讯合一”，经常导致对“耳目”的滥用。而昆明理工大学法学院的何永军教授亦认为，狱侦耳目制度加剧了刑讯逼供、牢头狱霸以及超期羁押等问题的滋生，引发了许多冤假错案，导致部分看守所在保护犯罪嫌疑人和被告人的人权方面的职责意识有所缺失。

## 知名人物
袁连芳，曾多次与警方合作对其他犯人逼供，至少制造了张氏叔侄冤案和马廷新杀人冤案两起后来被平反的案件并致至少三人被错误关押，甚至被判处死刑和无期徒刑等重刑。